# Leticia Cugliandolo

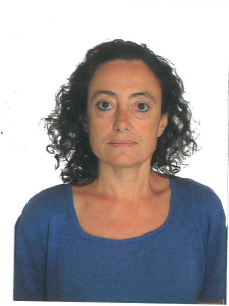
Leticia Cugliandolo

Leticia Fernanda Cugliandolo (* 11. Februar 1965 in Argentinien) ist eine argentinische Physikerin.
Leticia Cugliandolo studierte an der Universidad Nacional de Mar del Plata mit dem Lizenziats-Abschluss bei Fidel A. Schaposnik und Eduardo Fradkin (Zero modes on the lattice: the vortex-fermion system) und wurde 1991 an der Universidad Nacional de La Plata bei Schaposnik promoviert (The quantization of topological field theories). Als Post-Doktorandin war sie 1991 bis 1994 an der Universität La  Sapienza in Rom und 1994 bis 1996 an der Universität Paris VI (Pierre et Marie Curie). Danach forschte sie an der École Normale Superieure (ENS) in Paris für das CNRS und war 1997 bis 2002 Maitre de conférences an der ENS. 2000 habilitierte sie sich an der Universität Paris VI und war 2001 bis 2004 Research Associate am International Centre for Theoretical Physics. Ab 2003 war sie Professorin an der Universität Paris VI bzw. nach deren Fusion an der Sorbonne. 2009 bis 2014 war sie in halber Zeit an das CNRS delegiert.
2002/03 war sie als Guggenheim Fellow an der Harvard University und am Kavli Institute for Theoretical Physics in Santa Barbara, an dem sie auch 2015 Simons Distinguished Visiting Scientist war.
Sie befasst sich mit Statistischer Mechanik des Nichtgleichgewichts, Physik von glasartigen Systemen und Spingläsern. Eine Integro-Differentialgleichung für die Beschreibung von Spingläsern ist nach ihr und Jorge Kurchan benannt.
2006 bis 2017 war sie Direktorin der École de Physique des Houches.
2002 erhielt sie den Paul-Langevin-Preis mit Jorge Kurchan und ebenfalls 2002 den Marie Curie Award der Europäischen Kommission. 2016 erhielt sie den Irène-Joliot-Curie-Preis. 2004 bis 2009 war sie Junior-Mitglied, 2014 bis 2019 und 2019 bis 2024 Senior-Mitglied des Institut Universitaire de France. 2024 wurde Cugliandolo zum Mitglied der National Academy of Sciences gewählt. Für 2025 wurde ihr gemeinsam mit Kurchan und Jean-Phillippe Bouchaud der Lars-Onsager-Preis der American Physical Society zugesprochen.
Sie war Mitherausgeberin von Physica A, Journal of Statistical Mechanics, European Physical Journal B, Advances in Physics.

## Schriften (Auswahl)
- mit J. Kurchan: Analytical solution of the off-equilibrium dynamics of a long-range spin-glass model, Phys. Rev. Lett., Band 71, 1993, S. 173
- mit J. Kurchan: On the out-of-equilibrium relaxation of the Sherrington-Kirkpatrick model, Journal of Physics A, Band 27, 1994, S. 5749
- mit J. Kurchan, G. Parisi: Off equilibrium dynamics and aging in unfrustrated systems, Journal de Physique I, Band 4, 1994, S. 1641–1656
- mit D. S. Dean: Full dynamical solution for a spherical spin-glass model., Journal of Physics A, Band 28, 1995, S. 4213
- mit J. Kurchan: Weak ergodicity breaking in mean-field spin-glass models, Phil. Mag., B, Band 71, 1995, S. 501–514
- mit P. Le Doussal: Large time nonequilibrium dynamics of a particle in a random potential, Phys. Rev. E, Band 53, 1996, S. 1525
- mit J. P. Bouchaud, J. Kurchan, M. Mèzard: Mode-coupling approximations, glass theory and disordered systems, Physica A, Band 226, 1996, S. 243–273
- mit J. Kurchen, L.Peliti: Energy flow, partial equilibration, and effective temperatures in systems with slow dynamics, Phys. Rev. E, Band 55, 1997, S. 3898
- mit E. Vincent, J. Hammann, M. Ocio, J. P. Bouchaud: Slow dynamics and aging in spin glasses, in: Complex Behaviour of Glassy Systems, Springer 1997, S. 184–219
- mit J. P. Bouchaud, J. Kurchan, M. Mezard: Out of equilibrium dynamics in spin-glasses and other glassy systems, in: Spin glasses and random fields, 1998, S. 161–223
- mit H. E. Castillo, C. Chamon, M. P. Kennett: Heterogeneous aging in spin glasses, Phys. Rev. Lett., Band 88, 2002, S. 237201
- Dynamics of glassy systems, in: Slow Relaxations and nonequilibrium dynamics in condensed matter, Springer 2003, S. 367–521
- mit D. Loi, S. Mossa: Effective temperature of active matter, Phys. Rev. E, Band 77, 2008, S. 051111
- The effective temperature, Journal of Physics A, Band 44, 2011, S. 483001